# ایواندر (فیلسوف)
ایواندر یا اواندر (به یونانی: Εὔανδρος، Eúandros) فیلسوف متولد فوکیا بود. او شاگرد و جانشین لیساید سیرنی بود و همراه با تله‌کلس مدیر مشترک آکادمی افلاطون در آتن بود.
در ده سال پایانی زندگی لیساید (حدود ۲۱۵ تا حدود ۲۰۵)، ایواندر و تله‌کلس به‌دلیل بیماری شدید لیساید به اداره آکادمی کمک کردند. آن‌ها پس از مرگ لیساید به اداره آکادمی ادامه دادند، بدون این‌که به‌طور رسمی به‌عنوان محقق شناخته شوند. پس از مرگ تله‌کلس در سال ۱۶۷ پیش از میلاد، ایواندر چند سال دیگر در آکادمی ماند. هژسینوس پرگامونی شاگردش ایواندر جانشین او شد. از آراء و نوشته‌های این فیلسوف جز این‌که او یک شک‌گرایی آکادمیک بوده، چیزی در دست نیست.
نام ایواندر همراه با چند فیلسوف فیثاغورثی که بومیان کروتونه، متاپونتوم و لنتینی بودند توسط یامبلیخوس ذکر شده است یک ایواندر در کرت پلوتارک نیز وجود دارد.